# 나카지마 유타카
나카지마 유타카(Yutaka Nakajima, 1952년 10월 5일 ~ )는 일본의 배우이다.
미토시에서 태어났다.

## 영화
- 토미에 - 리버스 (2001년)
- 야쿠자의 아내들 2 (1987년)
- 천사를 유혹하다 (1979년)
- 오렌지로드 급행 (1978년)
- 스트리트 파이터 (1974년)
- 직격! 지옥권 (1974년)